# Plešivská planina

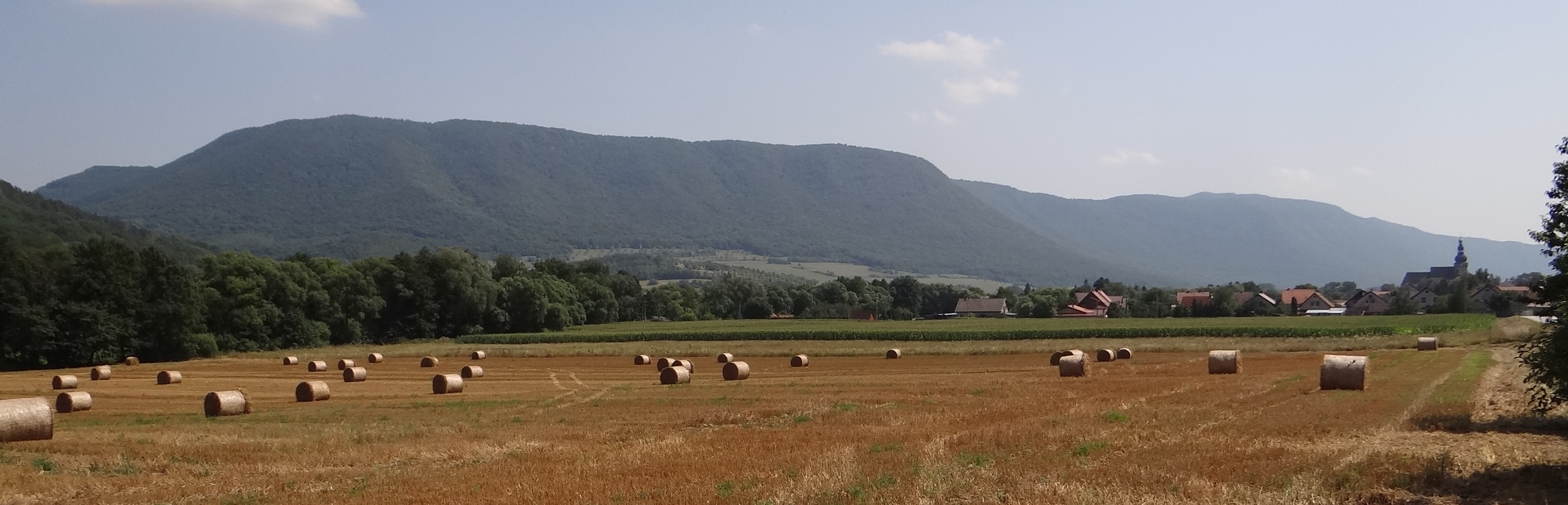
Plešivská planina we wsi Štítnik

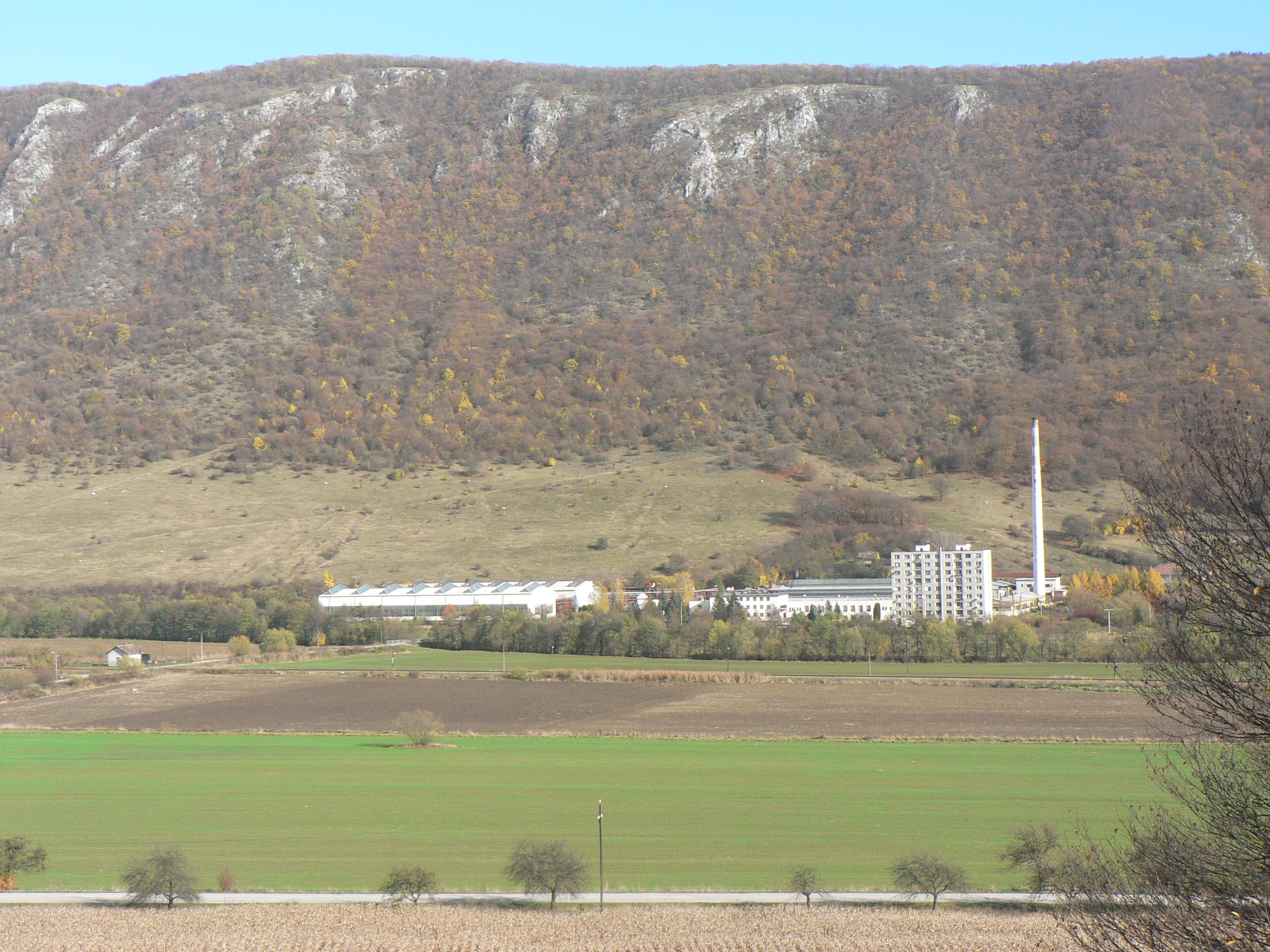

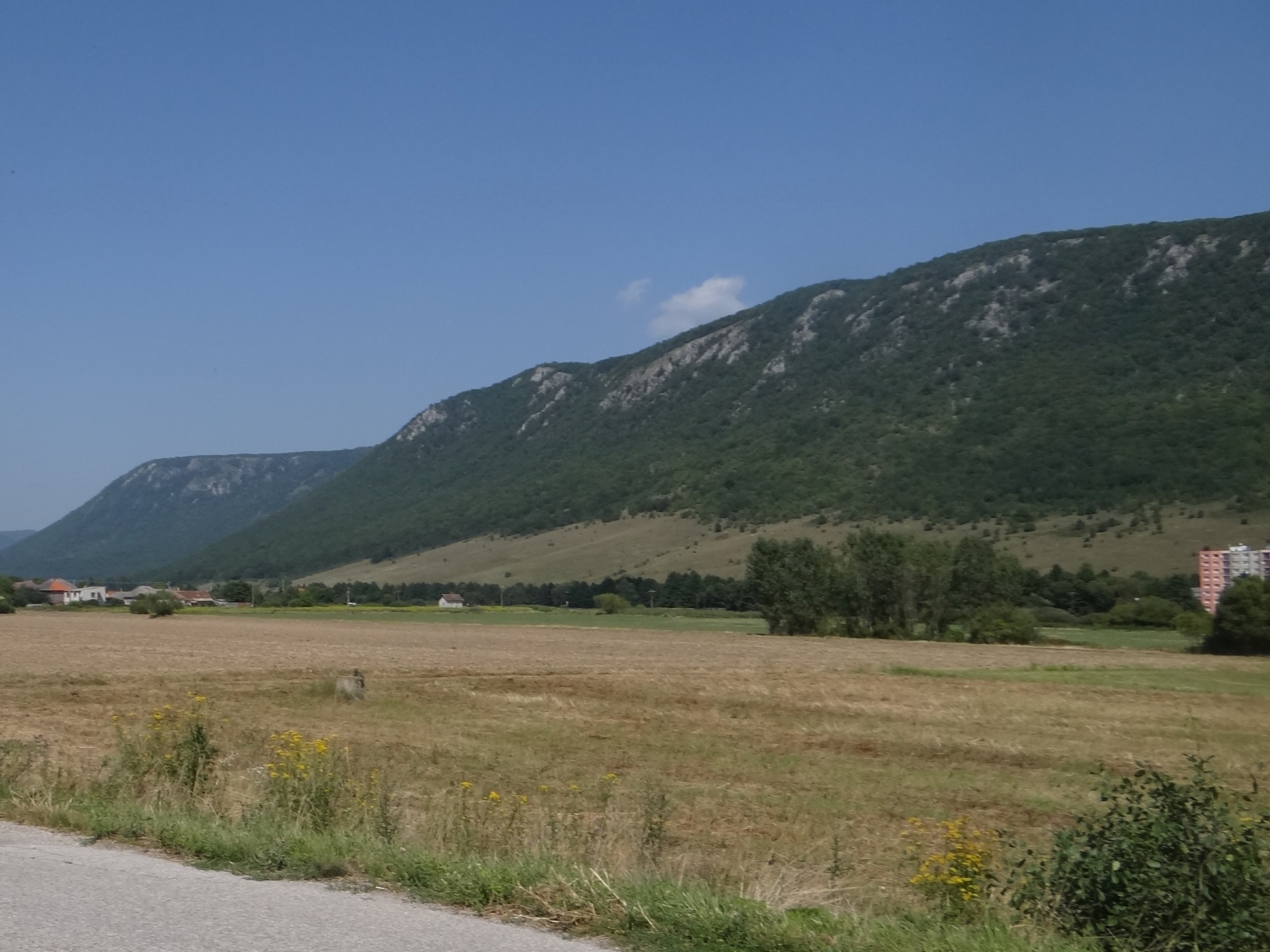

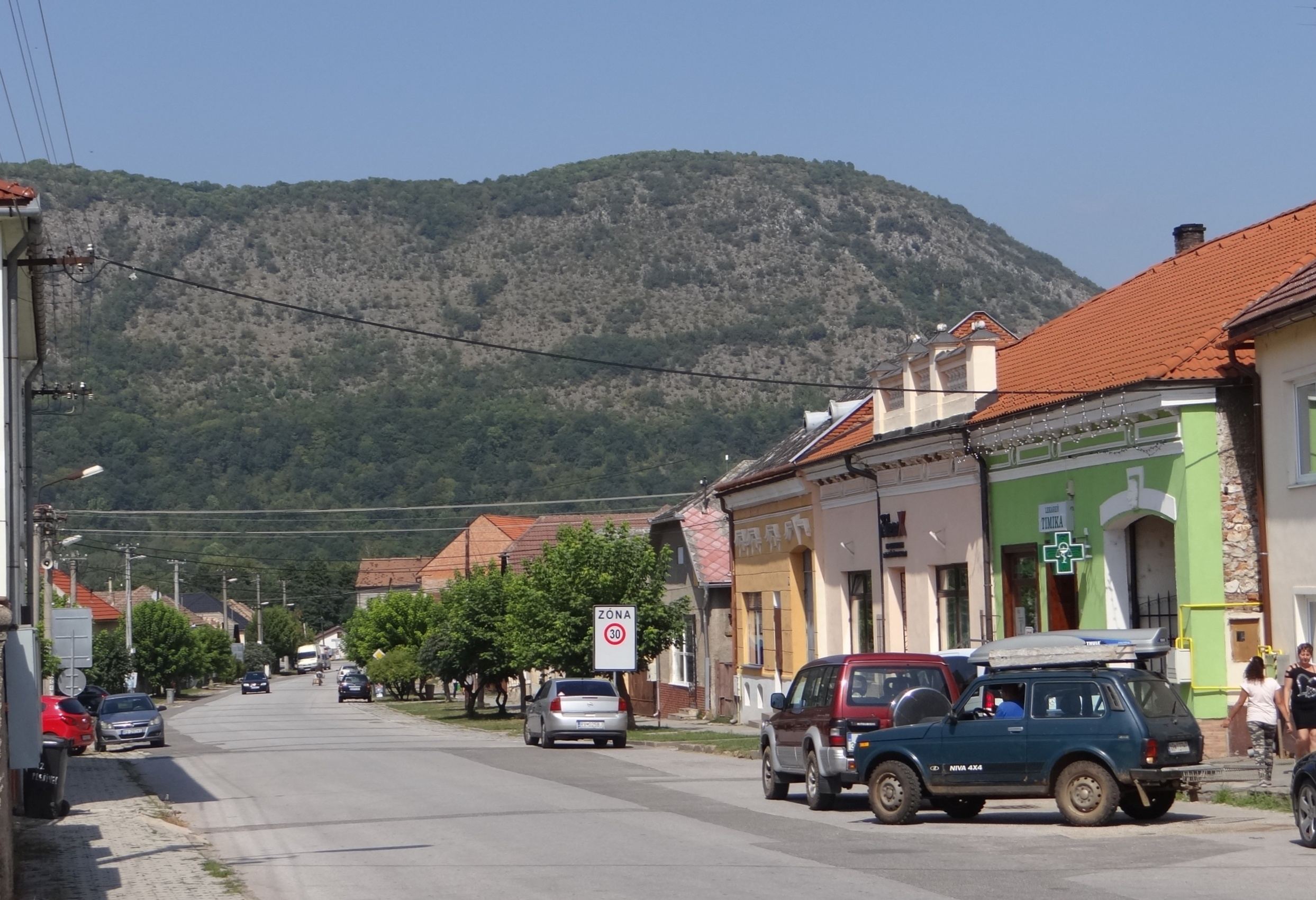
Plešivská planina we wsi Plešivec

Plešivská planina (pol. Płaskowyż Pleszywski) – płaskowyż krasowy w Wewnętrznych Karpatach Zachodnich na Słowacji, część Krasu Słowacko-Węgierskiego. Prawdopodobnie najdokładniej zbadany i najlepiej udokumentowany fragment tej jednostki. 

## Położenie
Płaskowyż Pleszywski mieści się w obszarze zbliżonym do trójkąta, którego wierzchołki wyznaczają Rožňava, Štítnik i Plešivec. Sam płaskowyż ma kształt owalu bądź raczej wielkiego bochna chleba, którego dłuższa oś ma przebieg południkowy. Długość płaskowyżu wynosi ok. 12 km, szerokość (maksymalna) ok. 6 km. Od wschodu ogranicza go dolina Slanej, natomiast od zachodu – dolina Štítnika, jej prawobrzeżnego dopływu. Na północy przez szeroką przełęcz (ok. 430 m n.p.m.) między wsiami Rožňavské Bystré (na wschodzie) oraz Honce (na zachodzie) płaskowyż łączy się z masywem Tureckiej w Pogórzu Rewuckim (słow. Revúcka vrchovina). Powierzchnia płaskowyżu wynosi ok. 53 km².

## Geologia i morfologia
Płaskowyż Pleszywski jest najlepiej wykształconym płaskowyżem krasowym na obszarze całego Krasu Słowacko-Węgierskiego. Jego bardzo strome zbocza, w górnych partiach zwykle skaliste i urwiste, wznoszą się o 320–400 m ponad otaczające go doliny. Powierzchnia płaskowyżu jest stosunkowo płaska i wznosi się równomiernie od ok. 560 m na skraju południowym do ok. 780 m na skraju północnym. Nieliczne wzniesienia wyrastają nie więcej niż o 50–60 m ponad powierzchnię płaskowyżu. Najwyższym wzniesieniem jest Štít (851 m) w północnej części płaskowyżu. Inne znaczniejsze wzniesienia to Červený kopec (802 m) w północno-wschodniej części płaskowyżu, Železne vráta (737 m) w części północno-zachodniej, Ostrý vŕšok (775 m) i Dubník (696 m) w części zachodniej, Malý vrch (744 m) w części środkowej oraz Lúčka (579 m) w części południowej. Warta wspomnienia jest również Gerlašská skala (752 m) na północnej krawędzi płaskowyżu.
Cały płaskowyż zbudowany jest z triasowych wapieni i dolomitów. Główny zrąb budują wapienie typu "wetterstein", pochodzące ze środkowego triasu. Spoczywające w ich podłożu nieprzepuszczalne warstwy "werfeńskie" ukazują się jedynie na północnym skraju płaskowyżu i szybko zapadają w głąb w kierunku południowym. W środkowej części płaskowyżu znajdziemy także górnotriasowe wapienie "tisovské", zaś na północnym krańcu "planiny" ukazują się w postaci poprzecznych pasów i inne typy wapieni, jak "reiflingen" czy "steinalm".

## Zjawiska krasowe
Płaskowyż charakteryzuje się ogromnym bogactwem zarówno powierzchniowych, jak i podziemnych zjawisk krasowych. Do tych pierwszych należą m.in. zróżnicowane formy lapiazu, leje krasowe, uwały, ponory, wywierzyska. Do tych drugich – rozliczne jaskinie, studnie krasowe i podziemne cieki wodne.
W krajobrazie płaskowyżu zwraca uwagę przede wszystkim znaczna ilość lejów krasowych, rozsianych po całym jego terenie. Od najmniejszych, o średnicy kilkunastu metrów i głębokości nie przekraczającej 3-5 metrów po olbrzymie zapadliska o dwustumetrowej i większej średnicy oraz trzydziestometrowej głębokości. Na 1 km² jest ich nieraz 10-15. Przeważają formy misowate i lejkowate, które miejscami łącząc się tworzą większe depresje. 
Na płaskowyżu znajduje się prawdopodobnie największy lej krasowy w całym Słowackim Krasie, tzw. Hmlistý závrt (też: Zahmlený závrt lub Mlžný závrt, pol. Mglisty Lej Krasowy). Ma on wymiary około 370 m x 300 m i ok. 40 m głębokości. Na jego dnie zidentyfikowano 8-metrową przepaść, w której grotołazi poprzez sondowanie poszukują jej przedłużenia do oczekiwanego niżej systemu jaskiniowego.
Nieliczne drogi i ścieżki prowadzą czasem wąskimi grzędami między takimi lejami, a czasami trawersują stokami większych zapadlisk. Stożkowate wzgórki w środkowej części płaskowyżu (np. Ostrý vŕšok, 775 m) są uważane przez niektórych autorów za pozostałości specyficznych form krasowacenia tropikalnego - mogotów.
Badania płaskowyżu pod kątem geologicznym i speleologicznym mają długą historię, którą zapoczątkowali w połowie lat 50. XX w. m.in. Anton Droppa i V. Rozložník. Na przełomie XX i XXI w. cały płaskowyż został dokładnie przebadany i skartowany przez speleologów z Rożniawy. Zinwentaryzowali oni tu około 210 jaskiń i studni krasowych (awenów). Wśród nich są m.in. Dzicza Przepaść (słow. Diviačia priepasť, 123,5 m głębokości) – najgłębsza jaskinia płaskowyżu oraz Zvonivá jama (też: Zvonica, pol. Dzwonnica, 100,5 m głębokości) – jaskinia najbardziej znana z racji długiej i ciekawej historii eksploracji. Jedną z później odkrytych (1986 r.) jaskiń o rozwinięciu pionowym jest Krkavčia priepasť o głębokości 60 m, której otwór znajduje się niedaleko krawędzi wielkiego kamieniołomu w Gombaseku. Najdłuższa z jaskiń, wywierzyskowa Nová Brzotínska u wschodnich podnóży płaskowyżu, liczy ok. 500 m długości korytarzy.
Płaskowyż nie posiada żadnej sieci rzecznej. U jego podnóży znajduje się natomiast szereg źródeł, odwadniających systemy jaskiniowe rozbudowane we wnętrzu masywu, w tym wielkie wywierzyska: Brzotínska vyvieračka, Hučiaca vyvieračka, Kunovoteplická vyvieračka, Trávna vyvieračka i Vidovská vyvieračka.

## Flora
Większą część płaskowyżu pokrywają lasy. Na chłodniejszych stokach zachodnich i północnych przeważa świerk pospolity i buk pospolity. Na pozostałych stokach i na wierzchowinie dominują dęby, jawory, graby i lipy. Towarzyszy im sosna zwyczajna, często spotyka się też stare drzewa owocowe: jabłonie, grusze, czereśnie. Miejscami lasy te przybierają charakter lasów sawannowych lub parkowych.
Znaczną część płaskowyżu, zwłaszcza w jego części centralnej i północnej, zajmują łąki, w dużej części zajęte przez zespoły roślinne wykształcone na skutek długotrwałej gospodarki ludzkiej (wypasanie, koszenie). Łąki te często poprzerastane są kępami tarniny, głogów i jałowców.
W miejscach z odsłoniętym podłożem rozwijają się zespoły roślinności naskalnej, a na szczególnie ciepłych stanowiskach – roślinności ciepłolubnej.
Spośród roślin rzadkich lub chronionych występują tu m.in. obuwik (Cypripedium), kserotermiczny pszczelnik austriacki (Dracocephalum austriacum), smagliczka pagórkowa (smagliczka piaskowa; Alyssum montanum ssp. brymii) – endemit zachodniokarpacki z rodziny kapustowatych, który centrum rozmieszczenia ma właśnie w Krasie Słowacko-Węgierskim, sasanka wielkokwiatowa (Pulsatilla grandis), sasanka słowacka (Pulsatilla slavica) – również endemit zachodniokarpacki, występujący głównie na Słowacji, czy też kserotermiczna i wapieniolubna Ferula sadleriana Ledeb., rosnąca tu na jednym z dwóch stanowisk w całej Słowacji i jednym z pięciu znanych na świecie (gatunek krytycznie zagrożony – CR).

## Fauna
Fauna płaskowyżu jest bogata. Spośród zwierząt łownych liczny jest jeleń i dzik. Z większych drapieżników występują wilk szary, ryś, żbik i lis. W jaskiniach występuje wiele gatunków nietoperzy, z których najliczniej spotykane to nocek duży, podkowiec duży i podkowiec mały. Z rzadszych gatunków awifauny wymienić należy m.in. dzierzbę gąsiorka, skowronka borowego, lelka, pokrzewkę jarzębatą. Z gadów spotkamy tu głównie gatunki ciepłolubne, m.in. gniewosza plamistego i jaszczurkę zwinkę, chociaż w wilgotniejszych miejscach występuje też zaskroniec zwyczajny.

## Znaczenie gospodarcze
W przeszłości płaskowyż był intensywnie wykorzystywany jako tereny wypasowe. Pasiono tu głównie bydło, rzadziej owce. W dębowych i bukowych lasach wypasano również świnie. Część terenów wykorzystywano jako łąki kośne. Pasterstwo miało z reguły charakter sezonowy, chociaż w przeszłości istniało na płaskowyżu kilka gospodarstw całorocznych.
Wobec całkowitego braku cieków wodnych na płaskowyżu znaczącym problemem było pozyskanie odpowiedniej ilości wody do pojenia stad. W tym celu budowano różnego rodzaju zbiorniki do łapania i przechowywania wody opadowej. Jedna z takich cystern, betonowa, zachowała się do dziś w centrum płaskowyżu. Obecnie wypasanym tu nielicznym stadom wodę dowozi się cysternami holowanymi traktorem.
W południowo-wschodnich zboczach płaskowyżu znajdują się wyrobiska wielkiego kamieniołomu wapienia w Slavcu.

## Ochrona przyrody
Praktycznie cały Płaskowyż Pleszywski znajduje się w granicach Parku Narodowego Kras Słowacki. Wchodzi również w skład europejskiej sieci obszarów chronionych objętych programem Natura 2000. Jaskinie Płaskowyżu wraz z innymi jaskiniami Krasu Słowacko-Węgierskiego zostały w 1995 r. wpisane na listę światowego dziedzictwa przyrodniczego i kulturalnego UNESCO, przy czym wiele z nich jest chronionych jako pomniki przyrody. Ciąg skalistych wychodni skalnych na północnej krawędzi płaskowyżu, których najwyższym punktem jest Gerlašská skala (752 m), objęty jest ochroną w rezerwacie przyrody Gerlachovské skaly.

## Turystyka piesza i rowerowa
- Szlak pieszy   Štítnik – Plešivská planina – Plešivec. Odległość 22 km, suma podejść 770 m, czas przejścia 5.45 h
- Płaskowyż jest dostępny dla rowerzystów. Od południa wąską szosą z Plešivca, od północnego wschodu nieznakowaną, lecz dozwoloną dla ruchu rowerowego drogą gruntową od Rakovnicy, zaś od północnego zachodu szlakiem rowerowym (MTB) od Štítnika. Te trzy trasy zbiegają się koło jaskini Čertova jama.